# Alluvium

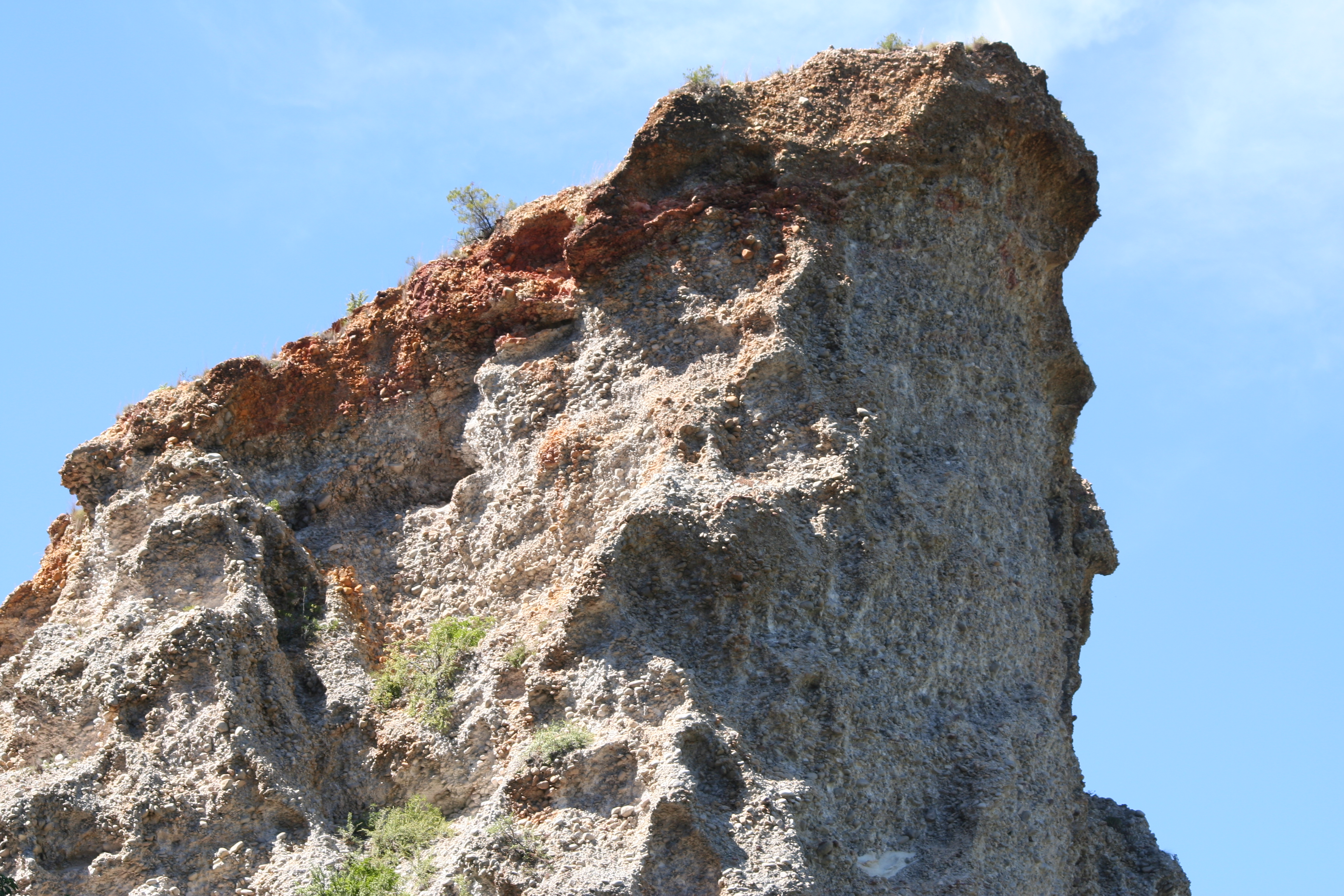
Alluvium

Alluvium (latin alluvium, "vattenflöde, översvämning") eller alluvialbildning, i geologisk mening sådan avlagring av sand, lera och grus eller andra ämnen, som blivit bildad under den historiska tiden och som ännu idag på många ställen fortfarande bildas, antingen på sådana ställen av fastlandet, vilka tillfälligtvis översvämmas av vatten, eller i insjöar och hav. 
Till alluvium hänförs också de massor av sand och grus, som hopvräks längs havskusterna; de årligen i omfång tilltagande marsklanden (till exempel vid norra Tysklands kuster); de tillökningar av land (floddeltan), som pågår vid flera av världens större floders mynningar; bottenfyllningarna i strömmar och andra vattendrag samt de sand- och slambäddar, som vid dessas översvämningar kringsprids och avsätts på de angränsande slättmarkerna; de bankar, som till exempel flera italienska floder bygger upp, och den fruktbara jord, som Nilen genom sina översvämningar utbredde över Egypten innan Assuandammen dämde upp floden. 
Tas ordet i en vidsträcktare bemärkelse, kan dit räknas även torv och gyttja, bildningar av sjö- och myrmalm, kalktuff, källornas avsättningar, korallöar, de från nuvarande glaciärer härrörande grus- och sandlagren m.m. Alluvier karakteriseras genom de inte sällan däri inneslutna lämningarna av djur och växter, som fortfarande finns levande på den trakt, där alluviet bildas, och de innehåller även ibland av människohand tillverkade föremål.
Emellan de alluviala bildningarna och de äldre (diluvium), som är bildade långt före den historiska tiden och som stundom innehåller fossila lämningar efter flera numera utdöda djur och växter, kan man, lika litet som emellan de föregående geologiska formationerna, uppdra någon bestämd gräns. Ofta sammanfattas alluvium och diluvium under någondera av benämningarna posttertiär- eller kvartärformationen.